# Anomiopus gracilis
Anomiopus gracilis là một loài bọ cánh cứng trong họ Bọ hung (Scarabaeidae).